# Absynthe Minded
Absynthe Minded – бельгійський рок гурт, створений фронтменом, вокалістом та гітаристом Бертом Остином. Їхні треки поєднують в собі джаз тридцятих років, фанкі соул, балканські ритми мерсісайдський поп.
З самого початку Absynthe Minded була групою однієї людини – Берта Остина. Він почав музичну кар'єру з 1999 із запису альбому More Than This, що складався з 8 треків у квартирі у місті Гент (Бельгія), і був у стилі помірного року.
Можливість записувати деякий матеріал у студії принесла Mushroom Holiday (2000). На цій демо інші музиканти співпрацювали з Ostyn вперше, що призвело в подальшому до формування групи під назвою Tao Tse Tse. Третя демо Ostyn, Krankenhaus Hotel, був записаний в шумному квартири спальні знову.
Перше демо гурту називається Sweet Oblivion (2002); Сама група була перейменована у Absynthe Minded Quartet. Під цим ім'ям вони здійснили поїздку самостійно, і як акт підтримки для декількох груп і виконавців (особливо Spinvis і Zita Swoon).
У 2003 році випуск їх першого офіційного зусиль, History makes Science Fiction EP, випущений на лейблі Keremos. Музиканти були ті самі, що й раніше: Renaud Ghilbert, Sergej van Bouwel та Jan Duthoy але приєднався барабанщик Jakob Nachtergaele, граючи на барабанах і дерев'яних дощечках на одній пісні. Частинка "Quartet" була прибрана з назви гурту.
Їхній дебютний повноформатний альбом, Acquired Taste, був випущений в 2004 році, лейблом Keremos та EMI Belgium. Він був підготовлений Джеффрі Бертоном (Geoffrey Burton).
New Day був записаний в кінці січня 2005 року і був випущений продюсером Jean-Marie Aerts. Після туру Бельгією та Нідерландами, вони записали 16 пісень і випустили альбом у березні в Бельгії, Німеччині та Нідерландах. 
Того літа, New Day був також випущений в Португалії. З цього альбому вийшов перший сингл Absynthe Minded "My Heroics, part one".
У 2007 році Absynthe Minded записав свій третій альбом – There Is Nothing.
У серпні 2009 року, альбом Absynthe Minded був випущений в Бельгії та Нідерландах. Першими двома синглами з альбому були треки "Envoi" та "Moodswing Baby". У лютому 2010 року на Flemish Music Industry Awards вони виграли призи за хіт року, найкращий альбом, найкращий рок / альтернативний і найкращий гурт. [1] Після виходу Absynthe Minded група була підписала контракт із французьким лейблом AZ (Universal) для релізів за межами Бельгії та Нідерландів. 
Альбом As It Ever Was був випущений в 2012 році.

## Учасники
- Bert Ostyn (вокал, гітара)
- Renaud Ghilbert (віолончель)
- Jan Duthoy (фортепіано)
- Sergej Van Bouwel (контрабас, бас-гітара)
- Jakob Nachtergaele (ударні)

## Дискографія
- History makes science fiction EP (2003)
- Acquired taste (2004)
- New day (2005)
- There is nothing (2007)
- Absynthe Minded (2009)
- As It Ever Was (2012)

## Зовнішні посилання
- Офіційний сайт гурту [Архівовано 9 листопада 2021 у Wayback Machine.]